# Laño
Laño (en euskera Lañu) es una localidad del municipio burgalés de Condado de Treviño, en la Comunidad Autónoma de Castilla y León (España). 

## Toponimia
En el año 1025 en la Reja de San Millán, consta como Langu.Otras denominaciones que ha tenido son Lainu (1110), Layno (1257), Lanio, Lañu (1551), Laño (1797).

## Localidades limítrofes
Confina con las siguientes localidades:
- Al norte con Pariza.
- Al sureste con Bajauri y Lagrán.
- Al suroeste con Pipaón y Loza.
- Al oeste con Faido.
- Al noroeste con Albaina.

## Demografía
Evolución de la población
| Gráfica de evolución demográfica de Laño entre 2000 y 2017         |
|                                                                    |
| Población de derecho (2000-2017) según el padrón municipal del INE |

## Historia
Así se describe a Laño en el tomo X del Diccionario geográfico-estadístico-histórico de España y sus posesiones de Ultramar, obra impulsada por Pascual Madoz a mediados del siglo XIX:

Aldea en la provincia, audiencia territorial y capitanía general de Burgos (22 leguas), diócesis de Calahorra (15), partido judicial de Miranda de Ebro (4), y ayuntamiento de Treviño (2). Situada en terreno montuoso con clima frío, y propenso a reumas y pulmonías, a causa de ser el viento N el que reina con más frecuencia. Tiene 19 casas, una escuela de niños dotada con 23 fanegas de trigo, y otra de niñas; algunas fuentes de buenas aguas en el término; una iglesia parroquial (Santa Marina), servida por un cura párroco y un sacristán; y una ermita en el término titulado de la Risca, bajo la advocación también de Santa Marina, colocada entre peñas. Confina el término N Albaina; E Pipaón; S Lagrán, y O Bajauri. El terreno es de mediana calidad, hallándose en él tres montes poblados conocidos con los nombres de la Risca, Busturia y Obecuna. Caminos: los de pueblo a pueblo. Correos: la correspondencia se recibe de Vitoria por el valijero de Treviño. Producciones: trigo, cebada, avena, patatas y alubias; ganado vacuno, lanar, cabrío, mular y de cerda; caza de perdices, palomas torcaces, jabalíes, lobos y liebres; y pesca de truchas. Población: 19 vecinos, 160 almas. Capital productivo: 24.000 reales. Imponible: 983.
Diccionario geográfico-estadístico-histórico de España y sus posesiones de Ultramar

## Cultura

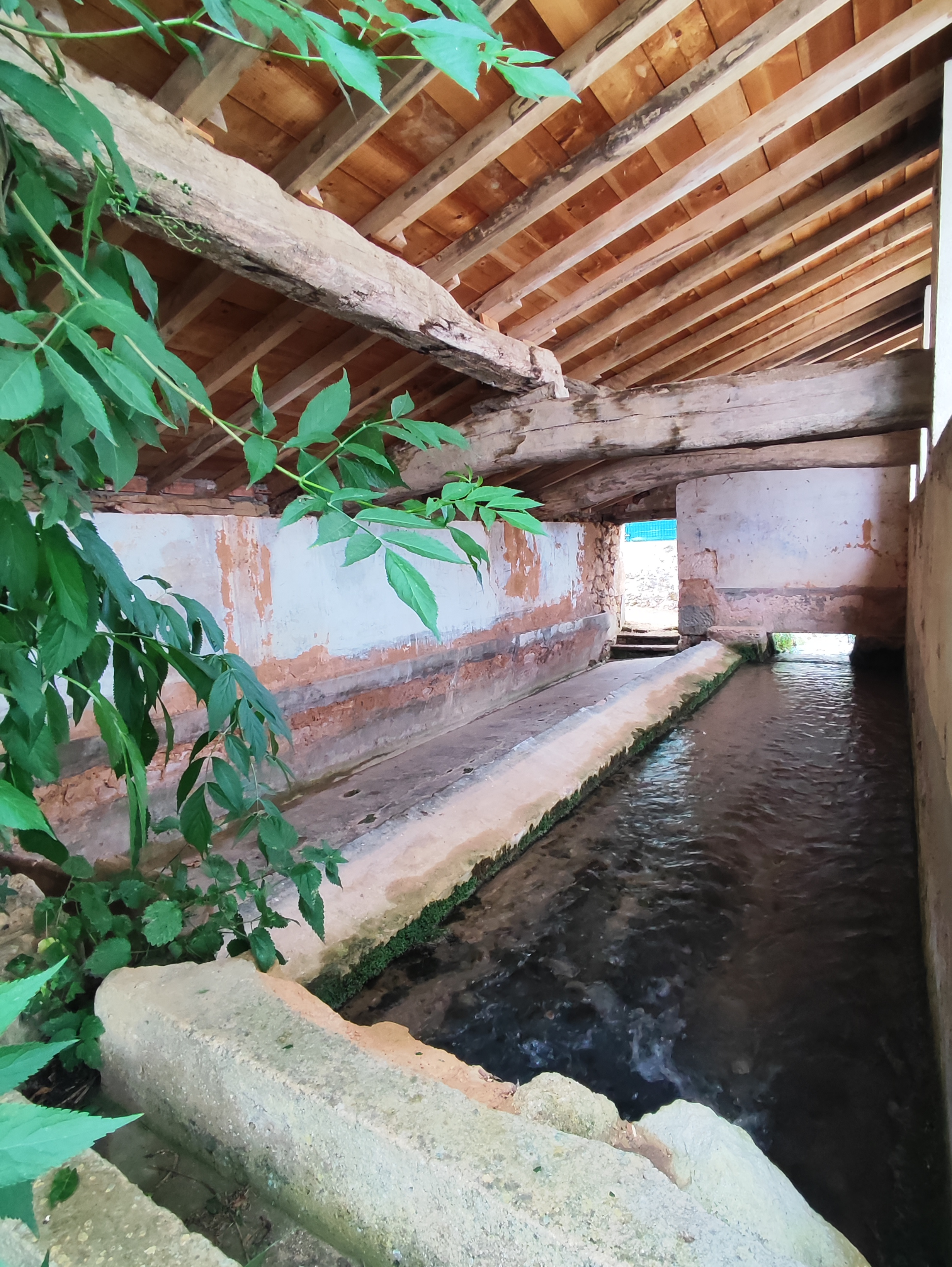
Lavadero

### Patrimonio material
- Las Gobas de Laño y Santorkaria cuevas rupestres.
- Iglesia de Nuestra Señora de La Asunción.[6]
- Fuente de 1883.[7]
- Antiguo lavadero.[8]
- Antiguo molino.[9]